# Mokřiny u Vomáčků
Mokřiny u Vomáčků jsou přírodní rezervace v Českobudějovické pánvi jeden kilometr severozápadně od Zlivi. Rezervace zahrnuje nivu Bezdrevského potoka (Soudného) nad severozápadní částí Zlivského rybníka. Rozkládá se na ploše 61,46 ha. Rezervace byla vyhlášena 30. prosince v roce 1991.
Předmětem ochrany je souvislé území rákosin a přirozených vlhkých luk, které jsou v podstatě posledním zbytkem původní vegetace Zbudovských blat představující historicky rozsáhlé území, s ornitologicky a botanicky cennými loukami a rákosinami. Oblast funguje jako významné refugium tohoto vzácného ekosystému, který je blízký původnímu. Mezi významné druhy rostlin, které se zde vyskytují, patří hrachor bahenní (Lathyrus palustris), violka slatinná (Viola stagnina) či vachta trojlistá (Menyanthes trifoliata). Rezervace se vyznačuje pestrým druhovým složením vážek (Odonata), v rákosinách žijí vzácné druhy brouků. Lokalita je hnízdištěm četných druhů vodních a mokřadních ptáků.
V těsném sousedství rezervace je základna Katedry ekologie Zemědělské fakulty Jihočeské univerzity, která dříve byla využívaná i studenty Přírodovědecké fakulty. Současný dlouhodobý plán péče o lokalitu klade úsilí na zachování či případnou obnovu a zvýšení druhové diverzity v lokalitě.

## Lokalita
Území Mokřiny u Vomáčků se nachází v katastrálním území města Zliv v okrese České Budějovice. Okolo lokality není speciálně vyhlášeno ochranné pásmo a tak dle § 37 zákona č. 114/92 Sb. je bráno jako ochranné pásmo území do vzdálenosti 50 metrů od lokality. Samotná lokalita se nachází přibližně 1000 metrů na severozápad od města Zliv. Na severozápadní až severní hranici je oblast ohraničena železniční tratí České Budějovice – Protivín, na západě loukami a elektrickým vedením, na jihu jsou opět louky a menší část hranice tvoří les. V jihovýchodní části zasahuje do lokality Zlivský rybník, respektive jeho zátočina. Územím protéká Soudný potok a uměle vybudovaná vodní strouha. Přibližně čtyři kilometry severně od lokality, proti proudu Soudného potoka, se nachází bývalá chemická úpravna uranové rudy MAPE společně s kalištěm.

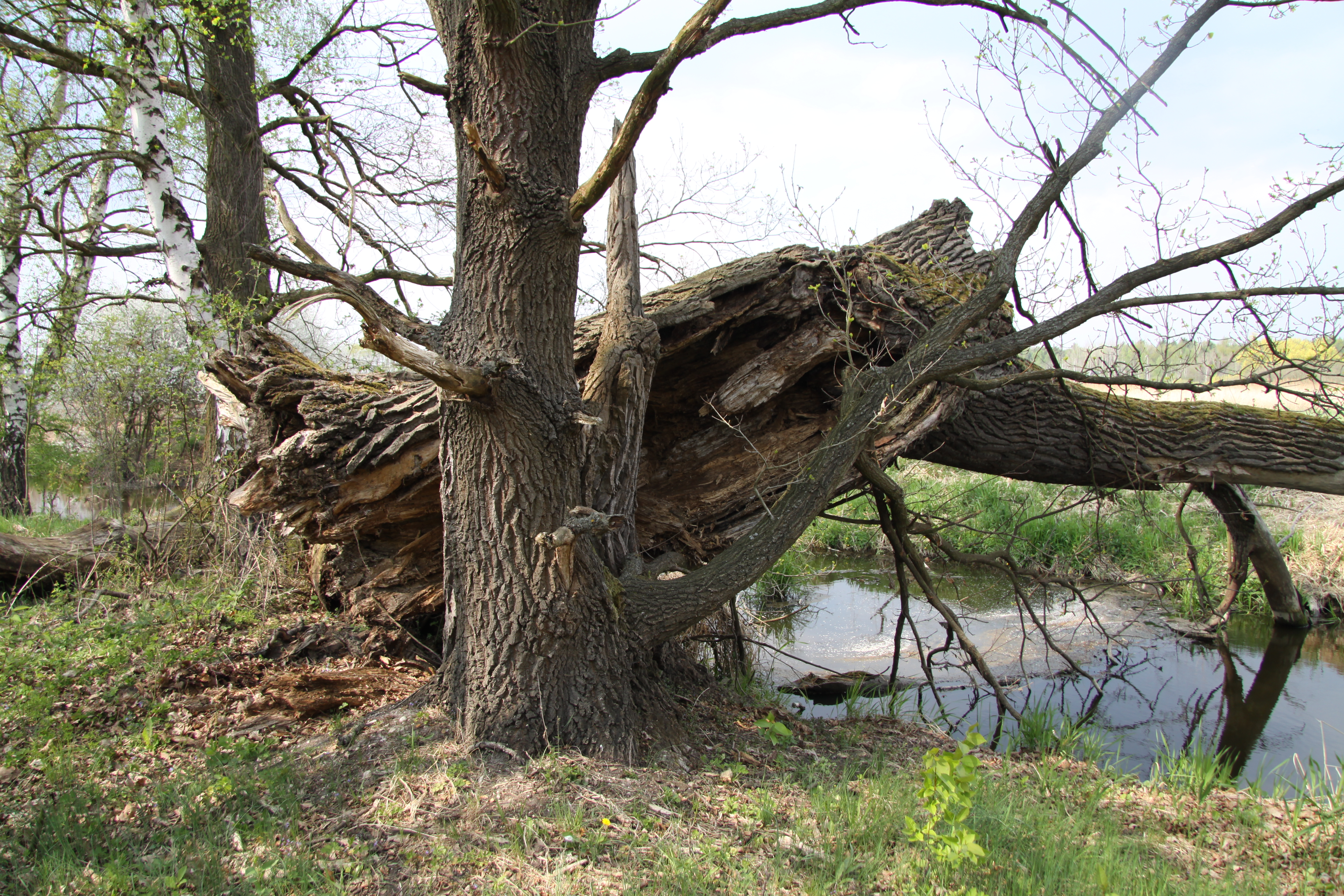
Spadlé stromy přes Soudný potok v oblasti rezervace

Z geomorfologického pohledu se území nachází v Českobudějovické pánvi ve Zlivské části Blatenské pánve. Území se rozkládá v nadmořské výšce mezi 383 až 385 metrů. Vzhledem k tomu, že se jedná v širším měřítku o plochou krajinu, v případě povodní dochází k širokému rozlití a zaplavení rozsáhlých ploch.
Území přírodní rezervace má rozlohu 61,4594 ha, z toho připadá 18,6801 ha na vodní plochy, 10,4439 ha na trvale zatravněné plochy, 0,7128 ha na ornou půdu a 31,7932 ha na ostatní plochy. Z vodních ploch pak připadá 1,3908 ha na zamokřené oblasti, 12,7656 ha na vodní nádrže a 4,5237 ha na vodní toky.

## Historie
Dle palynologického výzkumu založeného na pylových zrnech je zřejmé, že holocenní část slatiny v severní části chráněného území byla zemědělsky využívána již nejméně před tisícem let. Hospodaření probíhalo až do poloviny 20. století převážně extenzivně, kdy byla z pozemků odváděna povrchová voda drobnými stokami a jednou ročně pak byly koseny či případně spásány dobytkem. Je pravděpodobné, že v této době byl kosen i rákos, jenž se dále zpracovával.

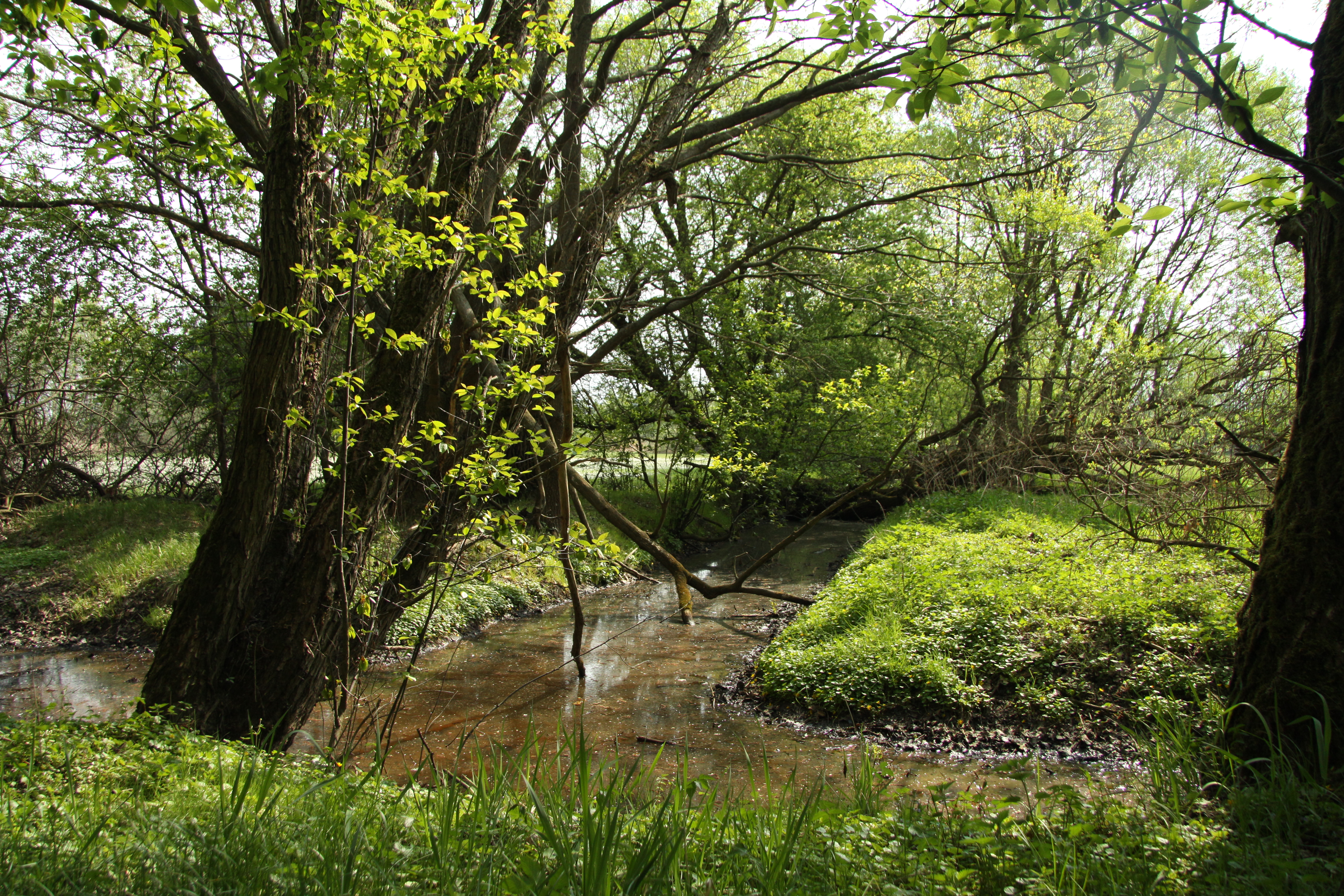
Dvojice odvodňovacích stok na území rezervace

V 60. letech 20. století proběhly významné změny u vodního toku Soudného potoka, kdy došlo k regulaci, přeložení a zahloubení jeho toku a likvidaci přirozené hydroserie na břehu Zlivského rybníka deponií hornin. Tyto zásahy podporovala i meliorace v nejbližším okolí, čímž došlo k částečnému vysušení většiny území přírodní rezervace. Louky byly následně přihnojovány a taktéž zde byly přisévány hospodářsky významné druhy. V jihozápadní části rezervace byly některé pozemky dokonce rozorány. V 60. letech 20. století byly také provedeny úpravy na Zlivském rybníku, který byl razantně vyhrnut a tento materiál byl použit na výstavbu mohutných valů po obvodu rybníka. Stavbou těchto valů byly zničeny litorální porosty rákosin, které se zde dříve nacházely. Část materiálu byla použita na výstavbu několika ostrovů a poloostrovů v rybníce. Vzhledem k tomu, že tento materiál byl bohatý na živiny, zarostl porostem rákosu obecného, řadou nitrofilních druhů jako je kopřiva dvoudomá (Urtica dioica), pcháč rolní (Cirsium arvense), svízel přítula (Galium aparine) a nálety dřevin jako bříza bělokorá (Betula pendula), vrby, dub letní (Quercus robur). Z původního rozsáhlého litorálního porostu tak zůstala jen malá oblast v severozápadní části rybníka.
Jižní část území byla v podstatě nepřetržitě pravidelně dvakrát ročně kosena, v čemž se na území o výměře 17,71 ha stále pokračuje soukromníkem. Část pozemků v okolí Zlivského rybníka spadá v současnosti pod správu AOPK ČR, která tato území kosí jednou ročně.
Přírodní rezervace byla vyhlášena 30. prosince 1991 vyhláškou 395/92 sb., v rámci čehož byla změněna kategorie ochrany na přírodní rezervaci. Území je evidováno jako jedna z možných lokalit pro případné rozšíření seznamu evropsky významných lokalit v rámci Natura 2000. Od roku 1995 nebylo území rezervace hnojeno. Od roku 2004 je většina luk dvakrát do roka kosena.

## Přírodní poměry

### Geologie
Geologické podloží přírodní rezervace tvoří horniny typu pískovců, slepenců a jílovce spodního oddílu klikovského souvrství. Tyto horniny jsou v rámci celého území překryty svrchní částí mydlovarského souvrství o třetihorním stáří. Na jihozápadě území jsou spraše a sprašované hlíny. Střední část tvoří fluviální štěrky a písky rissu. V levobřežní části Soudného potoka se nachází dále deluviální sedimenty pleistocenního stáří. Holocén je zastoupen v lokalitě podél potoka fluviálními nivními písčitohlinitými sedimenty. Půdní profil reprezentuje glej zbahnělý, pouze v severní části území se vyskytuje typický glej až pseudoglej.

### Hydrologie

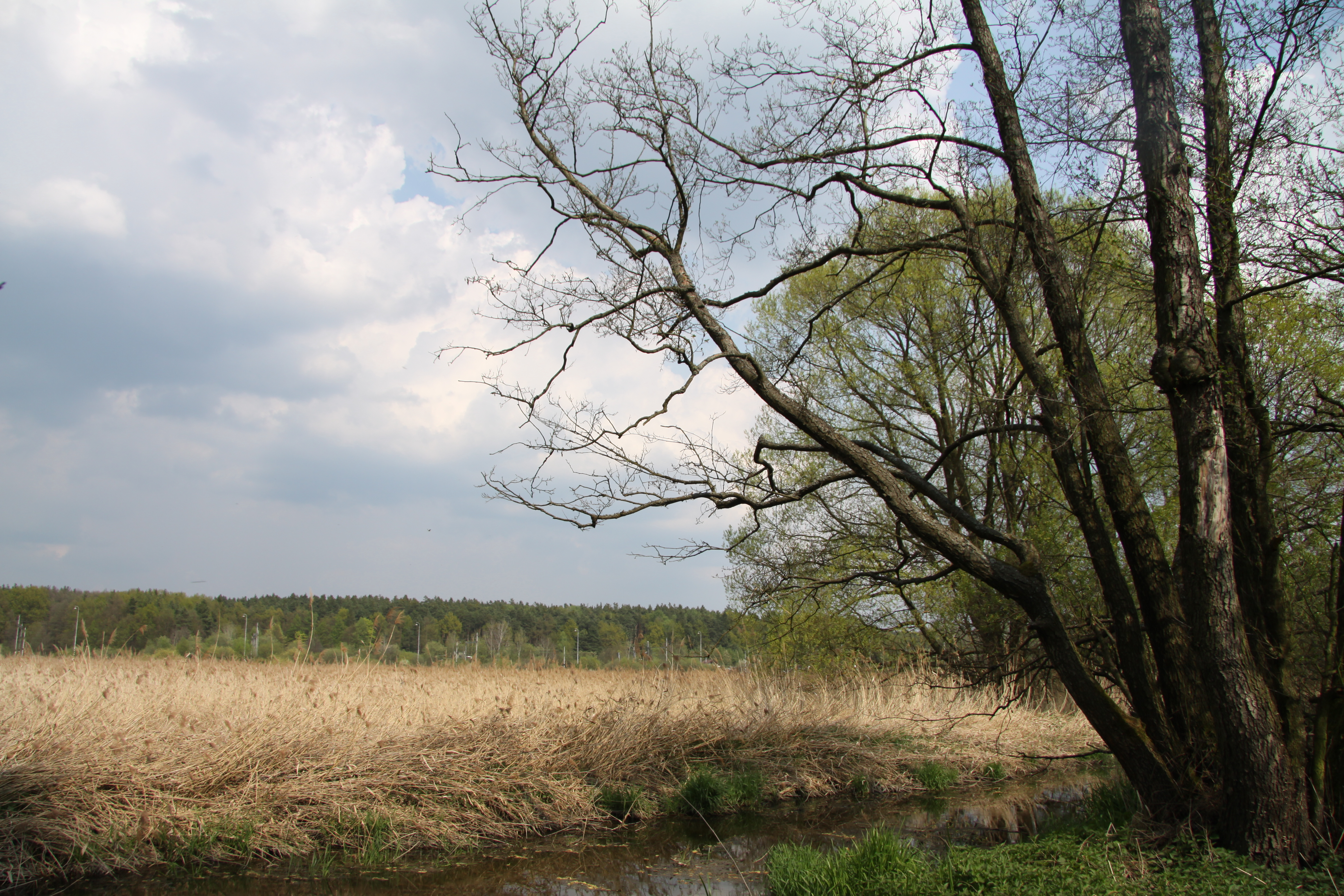
Soudný potok společně s rákosovým porostem

V rámci území se nachází téměř 69 ha velký Zlivský rybník, jenž je z 0,9 ha porostlý litorálním porostem. Jeho průměrná hloubka dosahuje 0,9 m, s maximální hloubkou 1,8 m. Tento rybník je polointenzivně využíván k chovu ryb v rámci Rybářství Hluboká nad Vltavou a. s.. Oblast je odvodňována Bezdrevským potokem (též nazývaném jako Soudný potok) spadajícího do povodí Vltavy. Jedná se o potok s kaprovými vodami dle charakteru jeho toku. Tento potok byl v 60. letech 20. století přeložen, což mělo za následek významné vysušení lokality.
V období jarního tání sněhu bývá v lokalitě zvýšená hladina podzemní vody, což vyhovuje rostlinám svazu Caricion gracilis. Taktéž v případě povodní je území zaplaveno, jelikož se nachází na rozsáhlé málo členité části terénu. Tyto povodně do oblasti taktéž přinášejí značné množství živin, převážně z okolních polí a rybníků výše po proudu, což podporuje růst zblochanu vodního (Glyceria aquatica) a dalších nitrofilních druhů. Hladina vody kolísá v období od dubna do září v případě rybníků okolo 60 cm, v případě spodní vody o 50 cm. Obvyklá hladina podzemní vody byla nalezena průzkumným vrtem v hloubce 1,6 až 3,7 metru pod povrchem v propustných sedimentech. V případě nivních hlín se nachází hladina podzemní vody v hloubce 0,5 až 1,2 metru. Jedná se tedy o artéskou vodu, která nevystupuje na povrch.

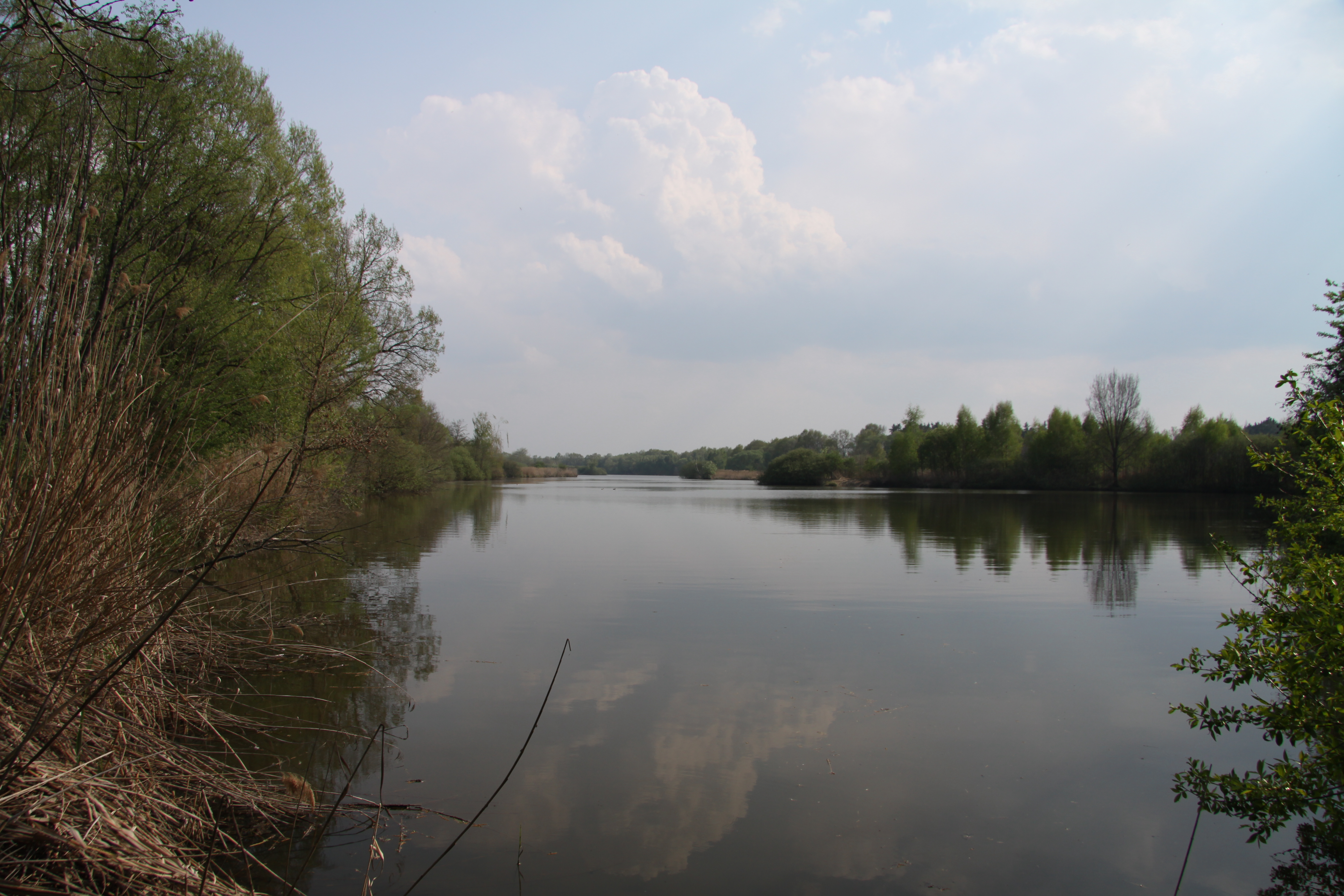
Pohled na Zlivský rybník od severozápadu

V roce 1999 došlo ve snaze zvýšit diverzitu v severní části chráněného území k vybudování mělké tůně v rákosovém porostu. Vlivem povodně v roce 2002 se do tůně dostaly ryby, které zvyšují rytím dna její eutrofizaci a požírají larvy obojživelníků.

### Flora
Celkově je území tvořeno několika společenstvy. Je jimi společenstvo střídavě vlhkých luk svazu Molinion (asociace Sanquisorbo-Festucetum pratensis a Junco-Molinietum) s přechody ke společenstvům nivních psárkových luk svazu Alopecurion pratensis. Toto společenstvo zabírá přibližně 20 % území a to převážně v jižní části přírodní rezervace. Reprezentováno je hygrofilní (vlhkomilnou) až mezohygrofilní loukou mírně se svažující jihovýchodním směrem ke břehu Zlivského potoka. Půdní podklad je tvořen zbahnělým glejem. Časté jsou zde ostrůvky porostu vysokých ostřic (Carex), dále hrachor bahenní (Lathyrus palustris) a žluťucha lesklá (Thalictrum lucidum). Dále se v těchto společenstvech nachází ostřice Hartmanova (Carex hartmanii), svízel severní (Galium boreale), srpice barvířská (Serratula tinctoria), bukvice lékařská (Betonica officinalis), žluťucha lesklá (Thalictrum lucidum), chrpa luční (Centaurea jacea), čertkus luční (Succisa pratensis) či krvavec toten (Sanguisorba officinalis).

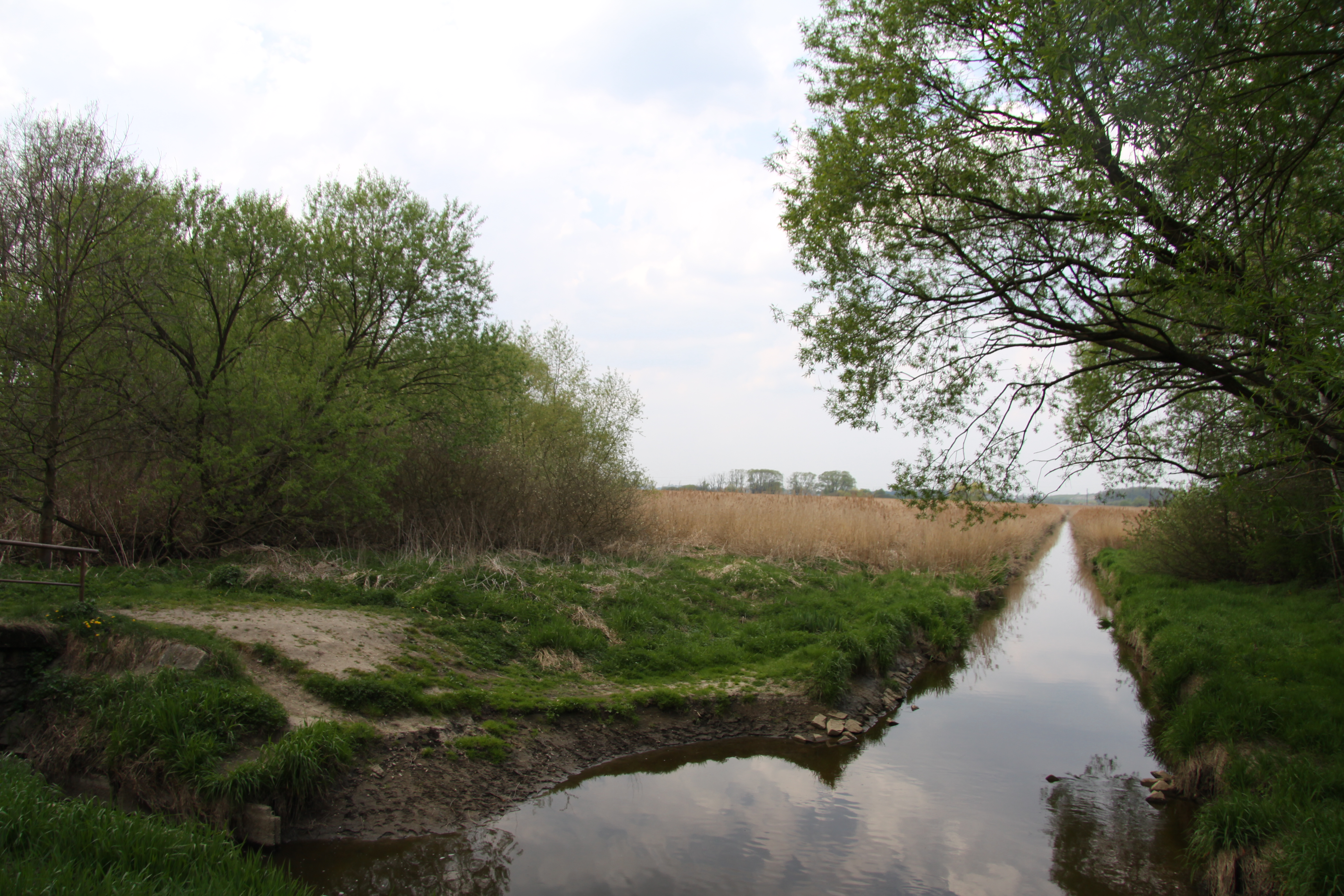
Soudný potok procházející skrze rákosový porost

Další společenstvo reprezentují suchozemské rákosiny svazu Phragmition communis pokrývající přibližně 30 % rezervace a to převážně v severní části chráněného území v okolí Soudného potoka. Tento porost tvoří převážně rákos obecný (Phragmites australis). Tato část území se nachází na typických glejích a pseudoglejích. V zátoce v severozápadní části Zlivského rybníka se nachází na malé ploše litorální porost rákosin. Porost rákosu obecného začal na území rychle expandovat do okolních společenstev po narušení vodního režimu v lokalitě. Vyjma rákosu se zde nachází i souvislé porosty zblochanu vodního (Glyceria maxima), chrastice rákosovité (Phalaroides arundinacea) či ostřice štíhlé (Carex acuta).
Na dalších 12 % území se vyskytuje vegetace vysokých ostřic svazu Caricion gracilis a to převážně v severní části přírodní rezervace. Tento porost tvoří převážně ostřice štíhlá (Carex acuta) a chrastice rákosovitá (Phalaris arundinacea). V rámci tohoto společenstva se vyskytuje poměrně hojně i kosatec žlutý (Iris pseudacorus).

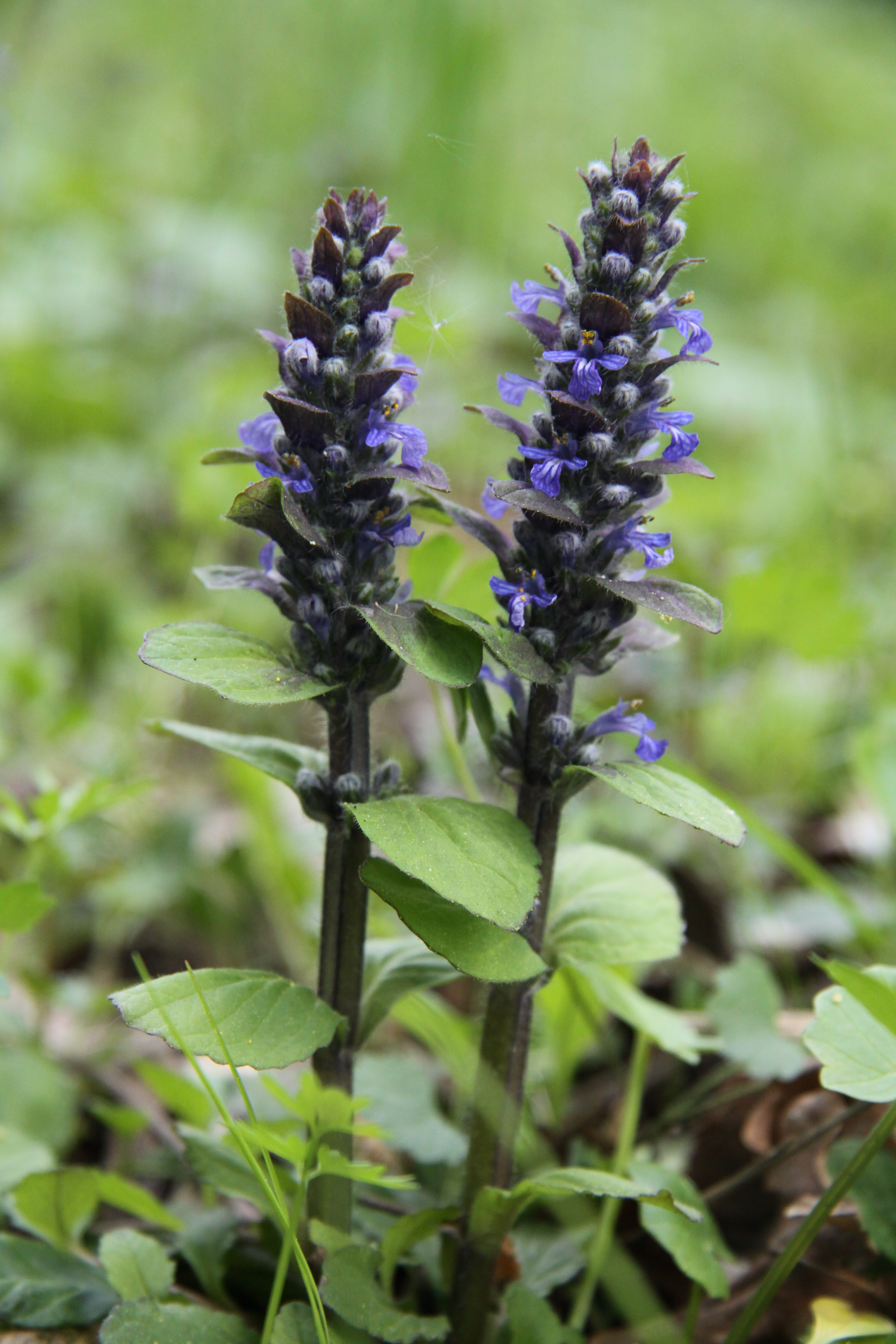
Zběhovec plazivý (Ajuga reptans) kvetoucí v oblasti rezervace

Mezi významné druhy rostlin, které se zde vyskytují a mají zde vitální populaci, patří kriticky ohrožený hrachor bahenní (Lathyrus palustris), z ohrožených ptačinec bahenní (Stellaria palustris), žluťucha lesklá (Thalictrum lucidum), či ostřice Hartmanova (Carex hartmanii), z rostlin vyžadující zvláštní pozornost pak srpice barvířská (Serratula tinctoria) a svízel severní (Galium boreale). Dále zde roste violka slatinná (Viola stagnina), vachta trojlistá (Menyanthes trifoliata) či karbinec evropský (Lycopus europaeus). Lokálně se zde vyskytují taktéž ruderální druhy v podobě kopřivy dvoudomé (Urtica dioica) a pcháče rolního (Cirsium arvense).

### Fauna

#### Bezobratlí
Z hmyzu se na území rezervace vyskytuje zástupce můr rákosnice ostřicová (Phragmitiphila nexa) známá pouze ze dvou lokalit v Čechách (druhou je nedaleká přírodní rezervace Vrbenské rybníky), dále motýl píďalka žluťuchová (Perizoma sagittatum). Rezervace se vyznačuje pestrým druhovým složením vážek (Odonata) (pozorováno bylo 24 druhů), jedná se např. o lokální druh vážku bělořitnou (Orthetrum albistylum) a šidélko kopovité (Coenagrion hastulatum). V rákosinách žijí vzácné druhy brouků o celkovém počtu 153 druhů z 19 čeledí (průzkum byl prováděn během jedné vegetační sezóny v roce 1999) jako např. zástupce z čeledi drabčíkovitých Deinopsis erosa. Z této čeledi bylo pozorováno celkem 55 druhů. Druhou nejpočetnější skupinou byli střevlíkovití s výčtem 44 druhů. Byl zde zaznamenán taktéž výskyt octomilky Amiota albilabris známé jen z několika málo lokalit v Česku.
Z dalších významných druhů se zde nachází maločlenec Atomaria apicalis. Ze zástupců dvoukřídlého hmyzu se zde vyskytuje tiplice Tanyptera atrata.

#### Obojživelníci a plazi
Ze silně ohrožených druhů obojživelníků se zde vyskytuje skokan zelený (Pelophylax esculentus) ve vitální populaci obývající zdejší vodní toky, několik jedinců rosničky zelené (Hyla arborea) a malá populace kuňky obecné (Bombina bombina) v kalužích na cestě v severní části chráněného území. Z plazů se zde vyskytuje nehojně ohrožená užovka obojková (Natrix natrix) a to převážně v bezprostředním okolí vodních toků.

#### Ryby
Ve Zlivském rybníce se chovají intenzivně ryby, z čehož 90 % násadky připadá na kapra obecného (Cyprinus carpio).

#### Ptáci

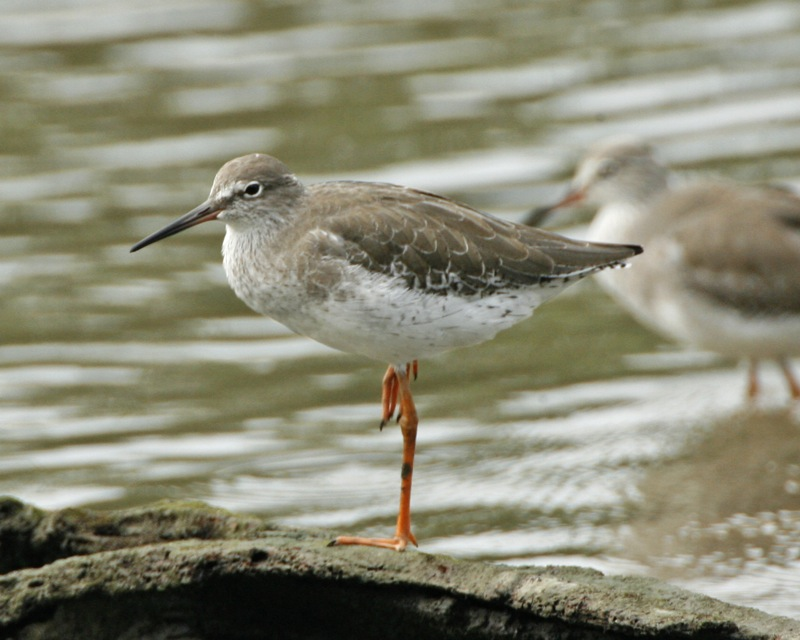
Vodouš rudonohý (Tringa totanus)

Místo je bohaté na zástupce aviofauny. Na nejvlhčích částech kosených luk hnízdí jeden pár vodouše rudonohého (Tringa totanus) a bekasina otavní (Gallinago gallinago). Dále přibližně pět párů slavíka modráčka středoevropského (Luscinia svecica cyanecula) a občas zde hnízdí cvrčilka slavíková (Locustella luscinioides). V rákosinách se dominantně vyskytuje rákosník proužkovaný (Acrocephalus schoenobaenus), rákosník obecný (A. scirpaceus), rákosník zpěvný (A. palustris) a strnad rákosní (Emberiza schoeniclus). V rákosových porostech dále hnízdí moták pochop (Circus aeruginosus) a chřástal vodní (Rallus aquaticus). Ostrovní deponie využívá ke hnízdění kvakoš noční (Nycticorax nycticorax).

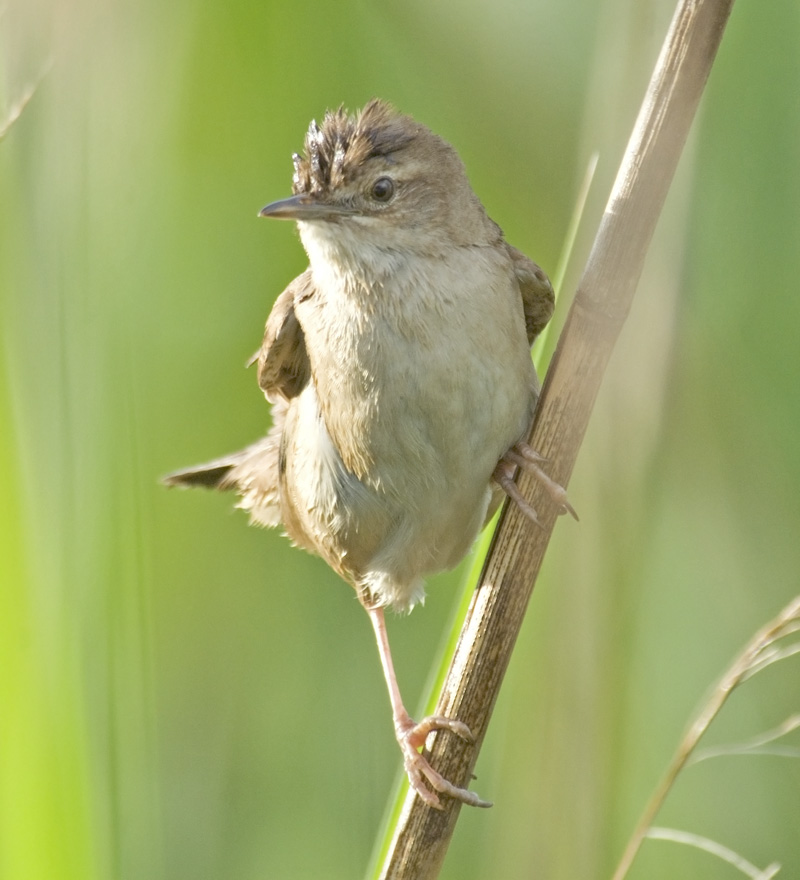
Cvrčilka slavíková (Locustella luscinioides)

Mezi dalšími druhy hnízdící v lokalitě patří kolpík bílý (Platalea leucorodia), volavka stříbřitá (Egretta garzetta), zrzohlávka rudozobá (Netta rufina), chřástal vodní (Rallus aquaticus) a žluva hajní (Oriolus oriolus). Předpokládá se, že zde hnízdí i kalous pustovka (Asio flammeus). Příležitostně tudy táhnou hejna potápky černokrké (Podiceps nigricollis), kopřivky obecné (Anas strepera), volavky bílé (Egretta albav), hohola severního (Bucephala clangula) a lžičáka pestrého (Anas clypeata), v množství jednotlivých kusů se zde vyskytuje i orel mořský (Haliaeetus albicilla), rybák obecný (Sterna hirundo) a ledňáček říční (Alcedo atthis), přezimovávají zde jedinci sýkořice vousaté (Panurus biarmicus). Od jara do podzimu se zde vyskytují jedinci kormorána velkého (Phalacrocorax carbo). Mezi další pozorované druhy patří potápka roháč (Podiceps cristatus), čírka obecná (Anas crecca), ťuhýk šedý (Lanius axcubitor) či moudivláček lužní (Remiz pendulinus).

#### Savci
Ze savců se zde vyskytují oba dva druhy rejsců, konkrétně rejsec vodní (Neomys fodiens) a rejsec černý (Neomys anomalus). Dále myška drobná (Micromys minutus) a hraboš mokřadní (Microtus agrestis). Na území rezervace byly pozorovány pobytové stopy vydry říční (Lutra lutra), nicméně početnost její populace je neznámá. Vysoký rákos, který zarůstá část rezervace, se stala útočištěm srnčí zvěře a prasete divokého (Sus scrofa).

## Ochrana
V rámci péče o lokalitu dochází k pravidelnému kosení luk (jednou či dvakrát do roka, záleží na lokalitě), což obecně prospívá druhové diverzitě. Nicméně v části s výskytem hrachoru bahenního dochází ke kosení dvakrát do roka, což není vhodné, protože rostlina nestihne dosáhnout fáze semen. Plán péče navrhuje změnit dobu sečení těchto částí rezervace. Z důvodu nekontrolovaného šíření rákosového porostu v severní části lokality se plánuje začít s důsledným redukováním tohoto porostu a přibližně v pětiletém cyklu mozaikově kosit i spojený porost rákosu obecného. Některé části ostrovní deponie byly vykáceny od náletových dřevin, aby se zachovaly hnízdící stanoviště.

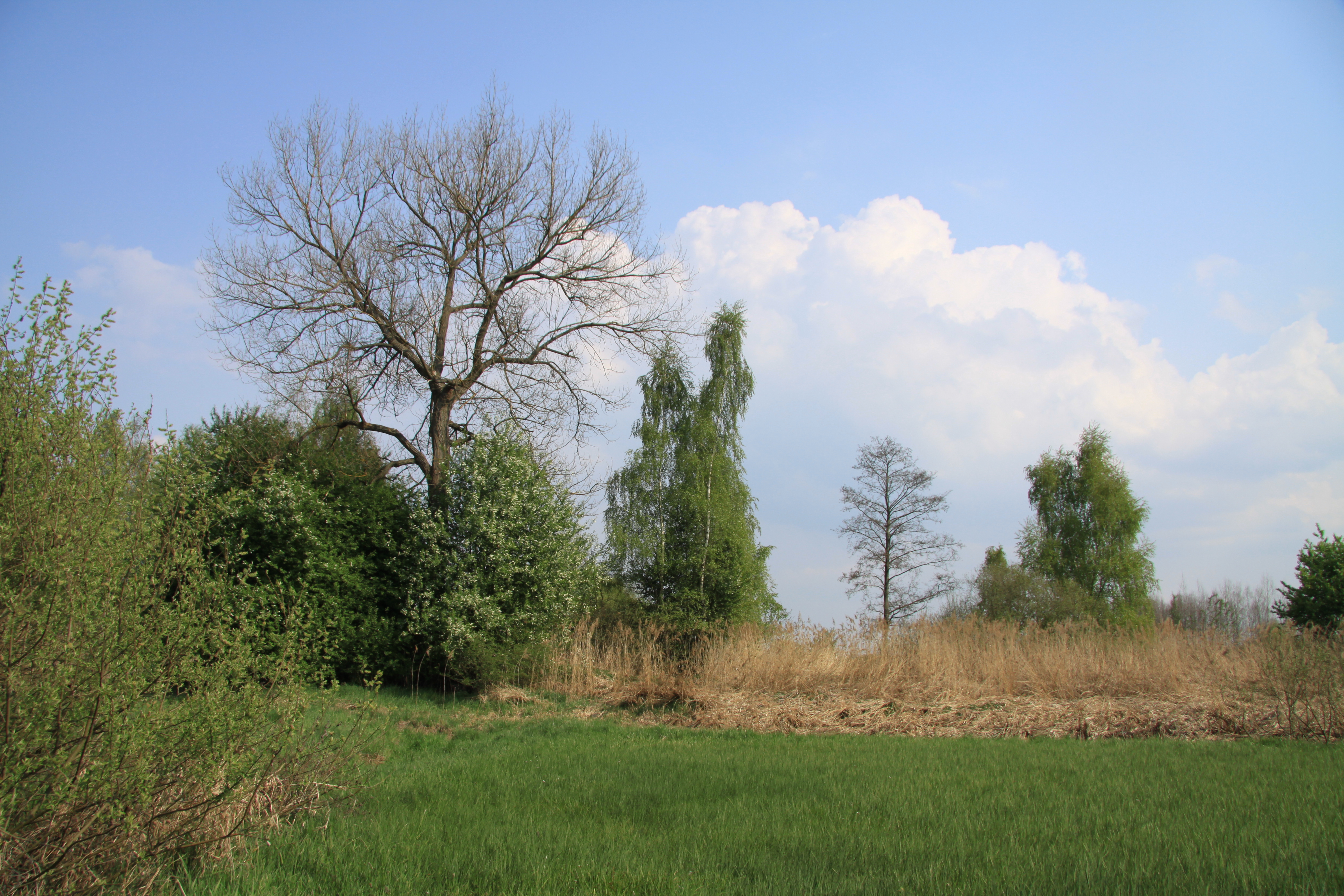
Část vyvýšeného náspu vzniklého vybagrováním dna rybníku

Problémem části rezervace je intenzivní využívání Zlivského rybníka pro chov ryb, které pravděpodobně vytváří značný vyžírací tlak na litorální porosty a další rostliny obsažené ve vodním sloupci. Průměrná biomasa ryb kolísala v rybníku od 500 do 2000 kg/ha ryb s průměrnou roční produkcí 700 až 1200 kg/ha. Od 90. let 20. století došlo k převedení rybníka na jednohorkové hospodaření. Současně je zde povolena myslivost, nicméně za omezujících podmínek (zákaz posedů, přikrmování zvěře atd.). Nicméně tento předpis není myslivci respektován a na území přírodní rezervace zmiňuje plán péče minimálně dva posedy a krmelec.
V těsném sousedství rezervace je základna Katedry ekologie Zemědělské fakulty Jihočeské univerzity využívaná i studenty Přírodovědecké fakulty.

## Turismus
Na lokalitu přírodní rezervace se dá nejsnáze dostat po cyklostezce číslo 1084 vedoucí z Zbudova do Zlivi, která vede okolo přírodní rezervace. Nicméně vstup do samotné přírodní rezervace není veřejnosti povolen. I přes to je území hojně využíváno pro sportovní rybolov a dle plánu péče by bylo vhodné zamezit rybářům a myslivcům procházet skrze rákosový porost.